# ماهر المعیقلی
ماهر المعیقلی (زادهٔ ۱۸ شوال ۱۳۸۸ هجری قمری مطابق ۷ ژانویه ۱۹۶۷ میلادی در مدینه ـ عربستان سعودی) امام جماعت مسجدالحرام و مدرس  جامعة ام‌القری در شهر مکه است.

## زندگی
شیخ ماهر بن حمد المعیقلی در تاریخ ۱۸ شوال ۱۳۸۸ هجری قمری مطابق ۷ ژانویه ۱۹۶۷ میلادی در روستای «سویقه» از توابع شهر مدینه در عربستان سعودی چشم به دنیا گشود. در کودکی حافظ قرآن شد. تحصیلات مقدماتی را در مدینه، در رشتهٔ ریاضی آغاز کرد و بعد از آن عازم مکه شد و به تحصیل علوم اسلامی در مدرسهٔ «الأمیر عبدالمجید» پرداخت. وی تحصیلات عالیه را در جامعهٔ ام‌القری (بزرگترین دانشگاه علوم اسلامی در شهر مکه) پی گرفت؛ ابتدا در سال ۱۴۲۵ هـ. ق به اخذ مدرک کارشناسی‌ارشد در رشتهٔ فقه (با گرایش مذهب امام احمد بن حنبل) توفیق یافت و سپس به درجهٔ دکتری در رشتهٔ تفسیر قرآن از همان دانشگاه نائل آمد. وی هم‌اکنون به عنوان مدرس در جامعهٔ ام‌القری مشغول به فعالیت است.

## امامت جماعت
شیخ ماهر المعیقلی ابتدا به مدت ۵ سال امام و خطیب مسجد جامع السعدی در حوالی مکه بود تا این که در ماه رمضان سال ۱۴۲۶ هـ. ق به امامت نماز تراویح در مسجد النبی منصوب شد. وی همچنین از سال ۱۴۲۹ هـ. ق تا کنون امام حرم مکی و از ائمهٔ اصلی نماز جماعات در مسجدالحرام است.

## ترتیل قرآن
شیخ ماهر المعیقلی یکی از خوش‌صداترین قاریان قرآن و دارای لحنی محزون و دلنشین است. در اثنای تلاوت قرآن یا نمازها، لرزش صدا و سکوت او، از تأثر شدید وی حکایت می‌کند و همچنین انسان را به یاد برزخ و قیامت می‌اندازد و آرامش خاصی دارد. او قرآن را به روایت حفص از عاصم و به روش ترتیل می‌خواند .